# Aie
L'Aie o Ai és un riu de l'estat indi d'Assam. Neix a les Muntanyes negres del Bhutan i corre cap a l'est pel districte de Chirang i pel districte de Goalpara fins que desaigua al Manas.
Fa la major part del tram per la jungla i els seus afluents principals són el Buri Ai i el Kanamukra, que hi desemboquen per l'esquerra. És generalment usat com a medi de transport d'arròs, mostassa, albellatge, i fusta per a la construcció, i constitueix una de les rutes per les quals arriben a l'interior del país les mercaderies.
El nom del riu és «Aie», que vol dir «mare» en l'idioma bodo. Tanmateix, col·loquialment és anomenat «Bima Dwi». És commemorat pel Festival Dwijing, que té lloc anualment entre la darrera setmana de desembre i la primera de gener i celebra la cultura d'Assam en conjunt.
La seva longitud és de 95 milles. El 1885, no hi havia cap pont que el travessés, però sí que hi havia quatre punts on es podia passar d'un cantó a l'altre amb transbordador.